# Tveta församling, Karlstads stift
Tveta församling är en församling i Säffle pastorat i Västra Värmlands kontrakt i Karlstads stift. Församlingen ligger i Säffle kommun i Värmlands län. Församlingskyrka är Tveta kyrka.

## Administrativ historik
Församlingen har medeltida ursprung. Till 1962 var den annexförsamling i Kila pastorat som till 1936 även omfattade Svanskogs församling. Från 1962 ingår församlingen i Säffle pastorat.